# Penitenciarul Codlea
Penitenciarul Codlea este o închisoare în Codlea, Brașov, România.

## Legături externe
- Penitenciarul Codlea pe site-ul Administrației Națională a Penitenciarelor